# Hyrcanypena schwingenschussi
Hyrcanypena schwingenschussi là một loài bướm đêm trong họ Erebidae.